# القدام
قدام أو نبحا القدام هي إحدى القرى اللبنانية من قرى قضاء بعلبك في محافظة بعلبك الهرمل.